# 大肚王国

大肚王国

大肚王国の領土

大肚王国（だいとおうこく、英語: Kingdom of Middag）は、16世紀半ばから18世紀初頭の190年間、台湾原住民のパポラ族、バブザ族、パゼッヘ族、ホアンヤ族、タオカス族、カハブ族により構成される部族国家。領域は現在の台中市・彰化県・南投県一帯にあたる。1732年、清国の攻撃を受けて消滅した（大甲西社抗清事件）。